# مانغو (خطوط جوية)
خطوط مانغو المحدودة (بالإنجليزية: Mango Airlines SOC Ltd)‏ ، والتي تعمل باسم مانغو كعلامة تجارية، هي شركة طيران منخفضة التكلفة مملوكة للدولة في جنوب أفريقيا ومقرها مطار أور تامبو الدولي بالقرب من جوهانسبرغ وهي شركة تابعة لخطوط جنوب أفريقيا الجوية.

## التاريخ
انطلقت مانغو في 30 أكتوبر 2006، مع الحجوزات قيد البيع في منتصف الليل في نفس التاريخ. بدأت رحلة مانغو الأولى في 15 نوفمبر 2006. انضمت مانغو إلى تحالف ستار كشريك اتصال في الربع الثالث من عام 2016.

## الوجهات
مانغو تخدم الوجهات التالية:
جنوب أفريقيا
- بلومفونتين - مطار برام فيشر الدولي
- كيب تاون - مطار كيب تاون فوكوس سيتي
- ديربان - مطار الملك شاكا الدولي
- جورج - مطار جورج
- جوهانسبرغ
  - مطار جوهانسبورغ الدولي محور
  - مطار لانسيريا الدولي
- بورت إليزابيث - مطار بورت إليزابيث

تنزانيا
- زنجبار - مطار زنجبار الدولي

## الأسطول
حتى مايو 2017، كان أسطول مانغو يشمل الطائرات التالية:

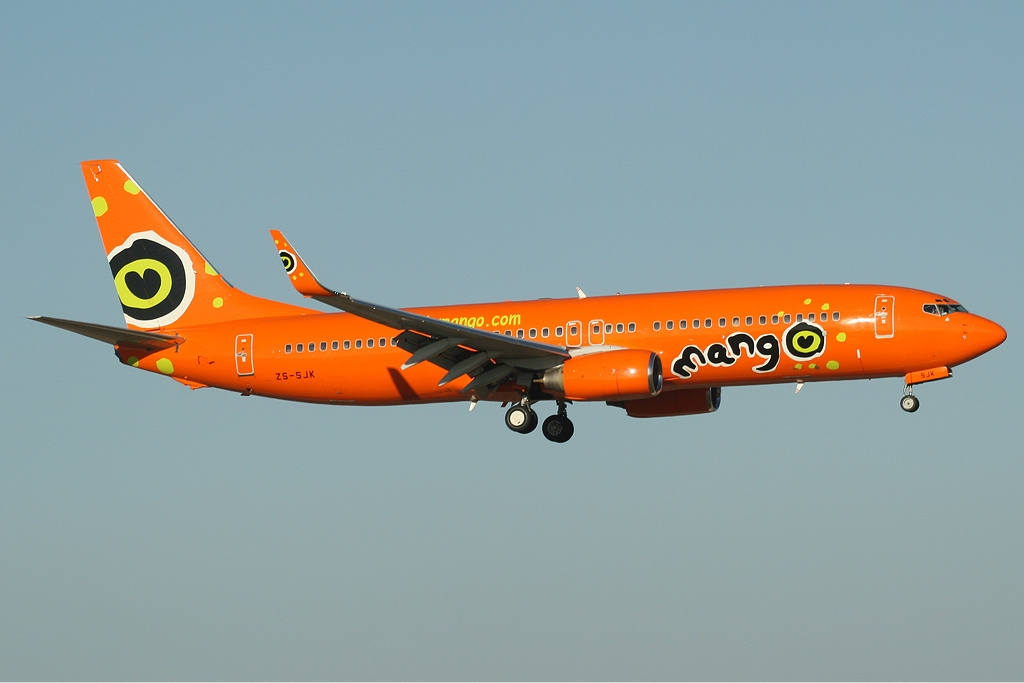
مانغو بوينغ 737-800

## روابط خارجية
- الموقع الرسمي